# Vilsund Vest
Vilsund Vest – miasto w Danii, w regionie Jutlandia Północna, w gminie Thisted.